# Gornji Drežanj
Gornji Drežanj (en serbe cyrillique : Горњи Дрежањ) est un village de Bosnie-Herzégovine. Il est situé dans la municipalité de Nevesinje et dans la république serbe de Bosnie. Selon les premiers résultats du recensement bosnien de 2013, il compte 60 habitants.

## Démographie

### Évolution historique de la population dans la localité
| 1948 | 1953 | 1961 | 1971 | 1981 | 1991 | 2013 |
| ---- | ---- | ---- | ---- | ---- | ---- | ---- |
| -    | -    | 331  | 257  | 113  | 79,  | 60   |

|  |

### Communauté locale
En 1991, Gornji Drežanj faisait partie de la communauté locale de Drežanj qui comptait 315 habitants, répartis de la manière suivante :